# David Pelletier
David Pelletier (ur. 22 listopada 1974 w Sayabec) – kanadyjski łyżwiarz figurowy, startujący w parach sportowych z Jamie Salé. Jest mistrzem olimpijskim z Salt Lake City (2002), mistrzem świata (2001), dwukrotnym mistrzem czterech kontynentów (2000, 2001), dwukrotnym zwycięzcą finału Grand Prix (2000, 2001) oraz trzykrotnym mistrzem Kanady. Zakończył karierę w 2002 r. Jest trenerem łyżwiarstwa w klubie Edmonton Oilers.
Pelletier i Salé zostali mistrzami olimpijskimi po ujawnieniu skandalu związanego ze zmową sędziowską, za którą ukarana została francuska sędzina Marie-Reine Le Gougne. Pelletier i Salé zdobyli złoty medal olimpijski 4 dni po konkursie, pierwotni zwycięzcy Jelena Bierieżna i Anton Sicharulidze także zachowali tytuł i złoty medal olimpijski.

## Życie prywatne
Pelletier był żonaty z łyżwiarką figurową występującą w konkurencji par tanecznych, Marie-Josee Fortin przez rok, tuż przed podjęciem współpracy z Jamie Salé. Po zakończeniu pierwszego małżeństwa Pelletier zaczął spotykać się ze swoją partnerką Jamie Salé, której oświadczył się w Wigilię Bożego Narodzenia w 2004 roku. Para pobrała się 30 grudnia 2005 r. w Banff Springs Hotel w Albercie. 30 września 2007 r. w St. Alberta na świat przyszedł ich syn Jesse Joe Pelletier. W czerwcu 2010 r. para poinformowała o swojej separacji i planowanym rozwodzie. Pomimo drugiego małżeństwa Salé, Pelletier i Salé dzielą opiekę nad synem.

## Kariera
Pierwszą partnerką sportową Davida była Julie Laporte z którą odnosił sukcesy w kategorii juniorów i juniorów młodszych w zawodach krajowych, a także dwukrotnie wziął udział w mistrzostwach świata juniorów, gdzie para zajęła kolejno 5. miejsce w 1992 r. oraz 7. miejsce w 1993 r. Pomimo tego, Pelletier twierdził, że potrzebuje odmiany przez co zakończył współpracę z Laporte i rozpoczął występy z Allison Gaylor. 
Z Gaylor jeździł przez cztery sezony w latach 1993–1997. W sezonie 1994/95 zadebiutowali na mistrzostwach świata, gdzie uplasowali się na 15. lokacie. Ich największych wspólnym sukcesem był srebrny medal mistrzostw Kanady w 1995 r. Po dwóch kolejnych słabszych sezonach Pelletier i Galor zakończyli współpracę.
W sezonie 1997/98 partnerką Pelletiera była młoda solistka Caroline Roy. Para wystąpiła jedynie na mistrzostwach Kanady w 1998 r., gdzie zajęła 6. miejsce. Na wynik mogła mieć wpływ informacja, którą Pelletier otrzymał kilka dni przed zawodami o tragicznej śmierci jego pierwszej partnerki sportowej Julie Laporte, która zginęła w wypadku samochodowym. Pelletier i Roy zakończyli współpracę zaraz po mistrzostwach krajowych.

### Partnerstwo z Salé
Pelletier i Salé odbyli pierwsze wspólne treningi w 1996 r., jednak nie doprowadziło to do podjęcia współpracy.
Gdy w 1998 r. o pomoc w poszukiwaniu nowej partnerki Pelletier poprosił trenera Richarda Gauthiera proponując przy tym po raz kolejny Jamie Salé. W lutym 1998 r. Pelletier udał się do Edmonton na treningi próbne. Po miesiącu Salé przeprowadziła się do Montrealu w celu rozpoczęcia wspólnych treningów.
W pierwszym z czterech wspólnych sezonów Pelletier i Salé zaczęli regularnie stawać na podium zawodów z cyklu Grand Prix. Zdobyli brązowe medale na NHK Trophy oraz Skate Canada International. Oprócz tego zostali wicemistrzami Kanady. W sezonie 1999/2000 rozpoczęli swoją trzyletnią dominacje na mistrzostwach Kanady oraz międzynarodowych m.in. wygrywając trzykrotnie Skate Canada International. W 2000 r. zostali mistrzami czterech kontynentów w Osace, a na mistrzostwach świata uplasowali się tuż za podium. W sezonie 2000/01 byli niepokonani oprócz srebra na Trophée Eric Bompard. Zdobyli swój pierwszy złoty medal finału Grand Prix w Tokio, a następnie wywalczyli drugi tytuł mistrzów czterech kontynentów oraz tytuł mistrzów świata przed rodzimą publicznością w Vancouver. Po sezonie 2000/01 zakończyli współpracę z dotychczasowym trenerem Richardem Gauthierem.

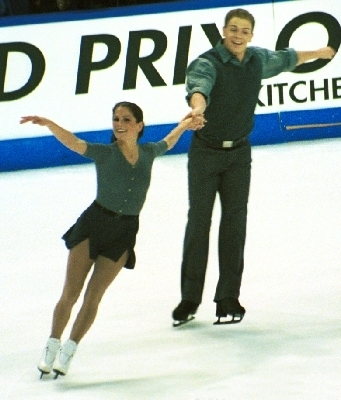
Sale i Pelletier w programie „Love Story” podczas finału Grand Prix 2002 w Kitchener

W sezonie olimpijskim 2001/2002 byli niepokonani. Po wygraniu dwóch zawodów z cyklu Grand Prix awansowali do finału i wygrali go po raz drugi w karierze, tym razem w kanadyjskim Kitchener. Byli jednymi z faworytów do złota olimpijskiego w Salt Lake City.
Pelletier i Salé stali się jednymi z bohaterów Zimowych Igrzysk Olimpijskich 2002 w Salt Lake City, gdzie po skandalu sędziowskim doszło do bezprecedensowej w historii igrzysk decyzji. Oryginalnie, Pelletier i Sale zdobyli srebrny medal 11 lutego 2002 r., jednak po ujawnieniu afery sędziowskiej wyniki zostały zmienione. Pierwotny, krzywdzący werdykt, przyznający Kanadyjczykom drugie miejsce zmieniono i ostatecznie zdobyli oni złoty medal ex aequo z parą rosyjską Jelena Bierieżna i Anton Sicharulidze, którzy pomimo skandalu zachowali swój złoty medal. Skandal przyczynił się do zmian w sposobie oceniania zawodów łyżwiarskich. Druga ceremonia medalowa miała miejsce 17 lutego w której wzięli udział jedynie Kanadyjczycy i Rosjanie, zaś Chińczycy, którzy zdobyli brąz odmówili udziału.

### Po zakończeniu kariery

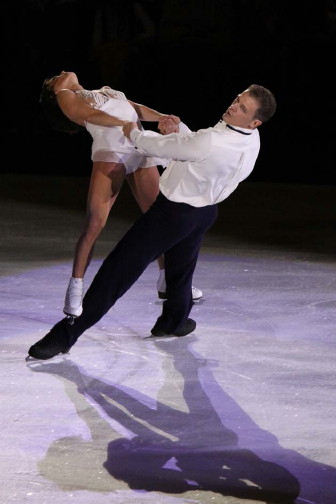
Stars on Ice 2009

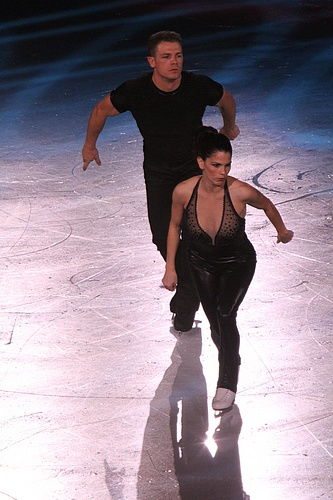
Stars on Ice 2010

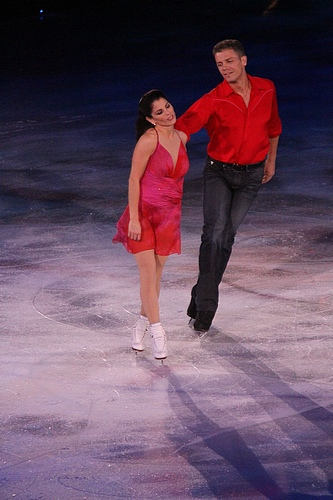
Stars on Ice 2010

Po sezonie olimpijskim 2001/02 Pelletier i Salé wycofali się z amatorskiego łyżwiarstwa i występowali w rewiach oraz pokazach łyżwiarskich m.in. Stars on Ice. Podczas Zimowych Igrzysk Olimpijskich 2006 w Turynie byli komentatorami sportowymi dla USA Network. 
Obydwoje zostali uhonorowani w Skate Canada Hall of Fame w 2008 r. Ponadto zostali członkami Canadian Olympic Hall of Fame w 2009 r. Pomimo rozwodu w 2010 r. kontynuowali wspólne występy do 2012 r. W 2017 r. byli wspólnie ambasadorami zawodów Skate Canada International.
Pelletier został trenerem łyżwiarskim w klubie Edmonton Oilers 17 września 2014 r.

## Osiągnięcia

### Pary sportowe

#### Z Jamie Salé
| Zawody                           | 98–99          | 99–00          | 00–01          | 01–02          |                |                |                |                |                |                |                |                |                |                |                |                |                |
| Międzynarodowe                   | Międzynarodowe | Międzynarodowe | Międzynarodowe | Międzynarodowe | Międzynarodowe | Międzynarodowe | Międzynarodowe | Międzynarodowe | Międzynarodowe | Międzynarodowe | Międzynarodowe | Międzynarodowe | Międzynarodowe | Międzynarodowe | Międzynarodowe | Międzynarodowe | Międzynarodowe |
| -------------------------------- | -------------- | -------------- | -------------- | -------------- | -------------- | -------------- | -------------- | -------------- | -------------- | -------------- | -------------- | -------------- | -------------- | -------------- | -------------- | -------------- | -------------- |
| Igrzyska olimpijskie             |                |                |                | 1              |                |                |                |                |                |                |                |                |                |                |                |                |                |
| Mistrzostwa świata               |                | 4              | 1              |                |                |                |                |                |                |                |                |                |                |                |                |                |                |
| Mistrzostwa czterech kontynentów |                | 1              | 1              |                |                |                |                |                |                |                |                |                |                |                |                |                |                |
| GP Finał Grand Prix              |                | 5              | 1              | 1              |                |                |                |                |                |                |                |                |                |                |                |                |                |
| GP Nations Cup                   |                | 2              |                |                |                |                |                |                |                |                |                |                |                |                |                |                |                |
| GP NHK Trophy                    | 3              |                |                |                |                |                |                |                |                |                |                |                |                |                |                |                |                |
| GP Skate America                 |                | 1              | 1              | 1              |                |                |                |                |                |                |                |                |                |                |                |                |                |
| GP Skate Canada International    | 3              |                | 1              | 1              |                |                |                |                |                |                |                |                |                |                |                |                |                |
| GP Trophée Eric Bompard          |                |                | 2              |                |                |                |                |                |                |                |                |                |                |                |                |                |                |
| Canadian Open                    |                |                | 1              |                |                |                |                |                |                |                |                |                |                |                |                |                |                |
| Masters of Figure Skating        | 4              |                |                |                |                |                |                |                |                |                |                |                |                |                |                |                |                |
| Krajowe                          |                |                |                |                |                |                |                |                |                |                |                |                |                |                |                |                |                |
| Mistrzostwa Kanady               | 2              | 1              | 1              | 1              |                |                |                |                |                |                |                |                |                |                |                |                |                |

#### Z Caroline Roy
| Mistrzostwa Kanady | 6 |

#### Z Allison Gaylor
| Zawody             | 93–94          | 94–95          | 95–96          | 96–97          |                |                |                |                |                |                |                |                |                |                |                |                |                |
| Międzynarodowe     | Międzynarodowe | Międzynarodowe | Międzynarodowe | Międzynarodowe | Międzynarodowe | Międzynarodowe | Międzynarodowe | Międzynarodowe | Międzynarodowe | Międzynarodowe | Międzynarodowe | Międzynarodowe | Międzynarodowe | Międzynarodowe | Międzynarodowe | Międzynarodowe | Międzynarodowe |
| ------------------ | -------------- | -------------- | -------------- | -------------- | -------------- | -------------- | -------------- | -------------- | -------------- | -------------- | -------------- | -------------- | -------------- | -------------- | -------------- | -------------- | -------------- |
| Mistrzostwa świata |                | 15             |                |                |                |                |                |                |                |                |                |                |                |                |                |                |                |
| Nations Cup        |                |                | 12             |                |                |                |                |                |                |                |                |                |                |                |                |                |                |
| Krajowe            |                |                |                |                |                |                |                |                |                |                |                |                |                |                |                |                |                |
| Mistrzostwa Kanady | 8              | 2              | 5              | 6              |                |                |                |                |                |                |                |                |                |                |                |                |                |

#### Z Julie Laporte
| Zawody                                | 90–91                                 | 91–92                                 | 92–93                                 |                                       |                                       |                                       |                                       |                                       |                                       |                                       |                                       |                                       |                                       |                                       |                                       |                                       |                                       |                                       |
| Międzynarodowe: Kategorie młodzieżowe | Międzynarodowe: Kategorie młodzieżowe | Międzynarodowe: Kategorie młodzieżowe | Międzynarodowe: Kategorie młodzieżowe | Międzynarodowe: Kategorie młodzieżowe | Międzynarodowe: Kategorie młodzieżowe | Międzynarodowe: Kategorie młodzieżowe | Międzynarodowe: Kategorie młodzieżowe | Międzynarodowe: Kategorie młodzieżowe | Międzynarodowe: Kategorie młodzieżowe | Międzynarodowe: Kategorie młodzieżowe | Międzynarodowe: Kategorie młodzieżowe | Międzynarodowe: Kategorie młodzieżowe | Międzynarodowe: Kategorie młodzieżowe | Międzynarodowe: Kategorie młodzieżowe | Międzynarodowe: Kategorie młodzieżowe | Międzynarodowe: Kategorie młodzieżowe | Międzynarodowe: Kategorie młodzieżowe | Międzynarodowe: Kategorie młodzieżowe |
| ------------------------------------- | ------------------------------------- | ------------------------------------- | ------------------------------------- | ------------------------------------- | ------------------------------------- | ------------------------------------- | ------------------------------------- | ------------------------------------- | ------------------------------------- | ------------------------------------- | ------------------------------------- | ------------------------------------- | ------------------------------------- | ------------------------------------- | ------------------------------------- | ------------------------------------- | ------------------------------------- | ------------------------------------- |
| Mistrzostwa świata juniorów           |                                       | 5                                     | 7                                     |                                       |                                       |                                       |                                       |                                       |                                       |                                       |                                       |                                       |                                       |                                       |                                       |                                       |                                       |                                       |
| Krajowe                               |                                       |                                       |                                       |                                       |                                       |                                       |                                       |                                       |                                       |                                       |                                       |                                       |                                       |                                       |                                       |                                       |                                       |                                       |
| Mistrzostwa Kanady                    | 3 N                                   | 1 N                                   | 1 J                                   |                                       |                                       |                                       |                                       |                                       |                                       |                                       |                                       |                                       |                                       |                                       |                                       |                                       |                                       |                                       |

### Soliści
| Mistrzostwa Kanady | 4 |